# غضروف‌ماهیان
غضروف‌ماهیان (به انگلیسی: Chondrichthyes) رده ای از ماهیان هستند که شامل ماهی‌های غضروفی می‌شوند که اسکلت آنها عمدتاً از غضروف تشکیل شده است. آنها را می‌توان با ماهیان‌استخوانی همسنجی کرد که اسکلت آنها عمدتاً از بافت استخوانی تشکیل شده است. عضروف ماهیان مهره‌داران دارای آرواره‌ای هستند که دارای جفت باله، جفت بینی، فلس و قلب با محفظه متوالی هستند. ابعاد عضروف ماهیان حال حاضر از ۱۰ سانتی‌متر (سفره‌ماهی بدون باله) تا ۱۰ متر (کوسه‌نهنگ) متغیر است.
این رده به دو زیر رده تقسیم می‌شود که عبارتند از:
نرم‌آبشش‌داران (کوسه‌ها، سفره‌ماهیان، چارگوش‌ماهیان و اره‌ماهیان)
درست‌سرا‍ن (موش‌ماهیان، گاهی روح کوسه هم نامیده می‌شوند که ردهٔ جداگانه خود را دارند)